# Berlins spårväg

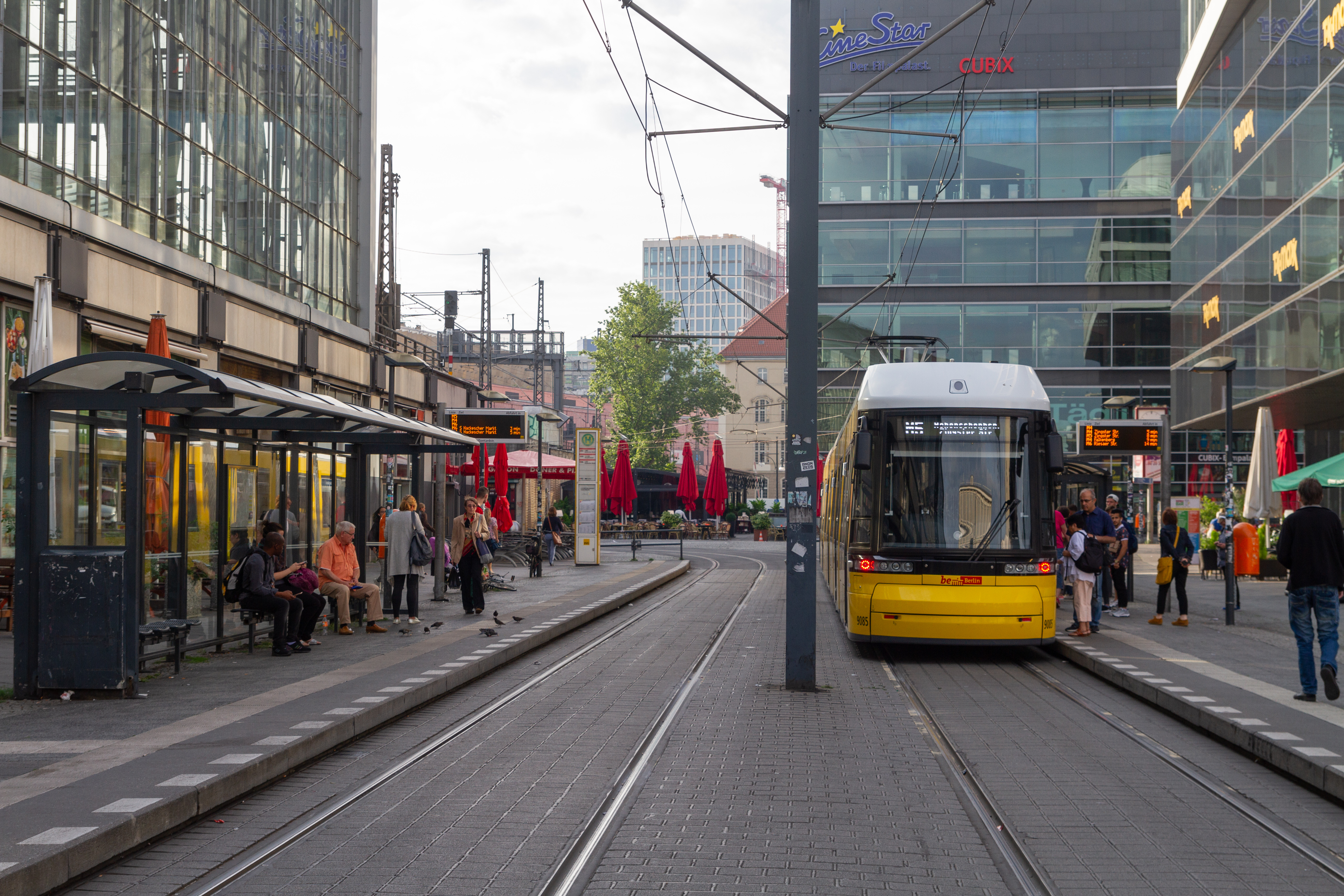
Spårvagn vid Alexanderplatz

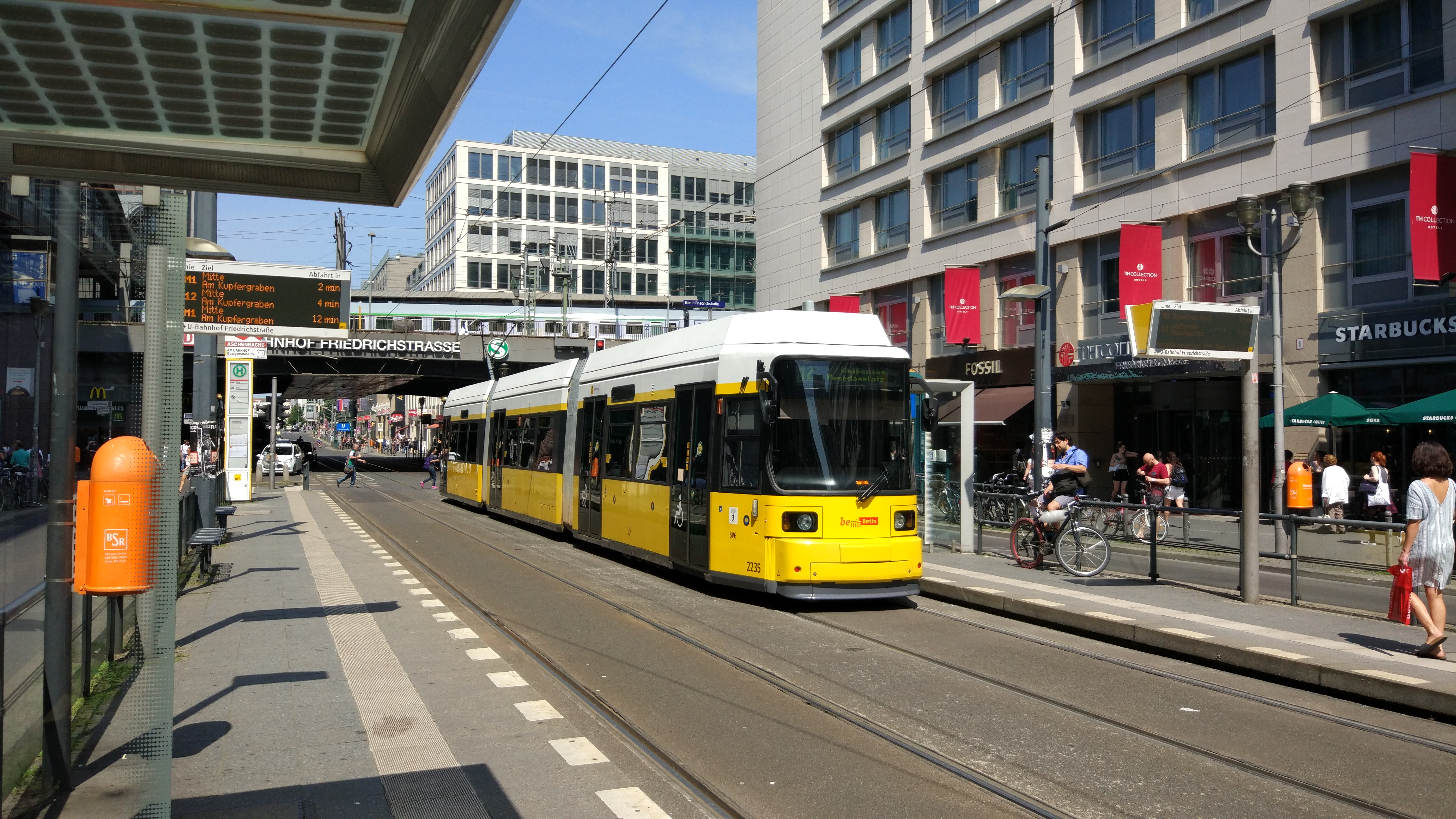
Spårvagn typ GT6N vid Friedrichstrasse

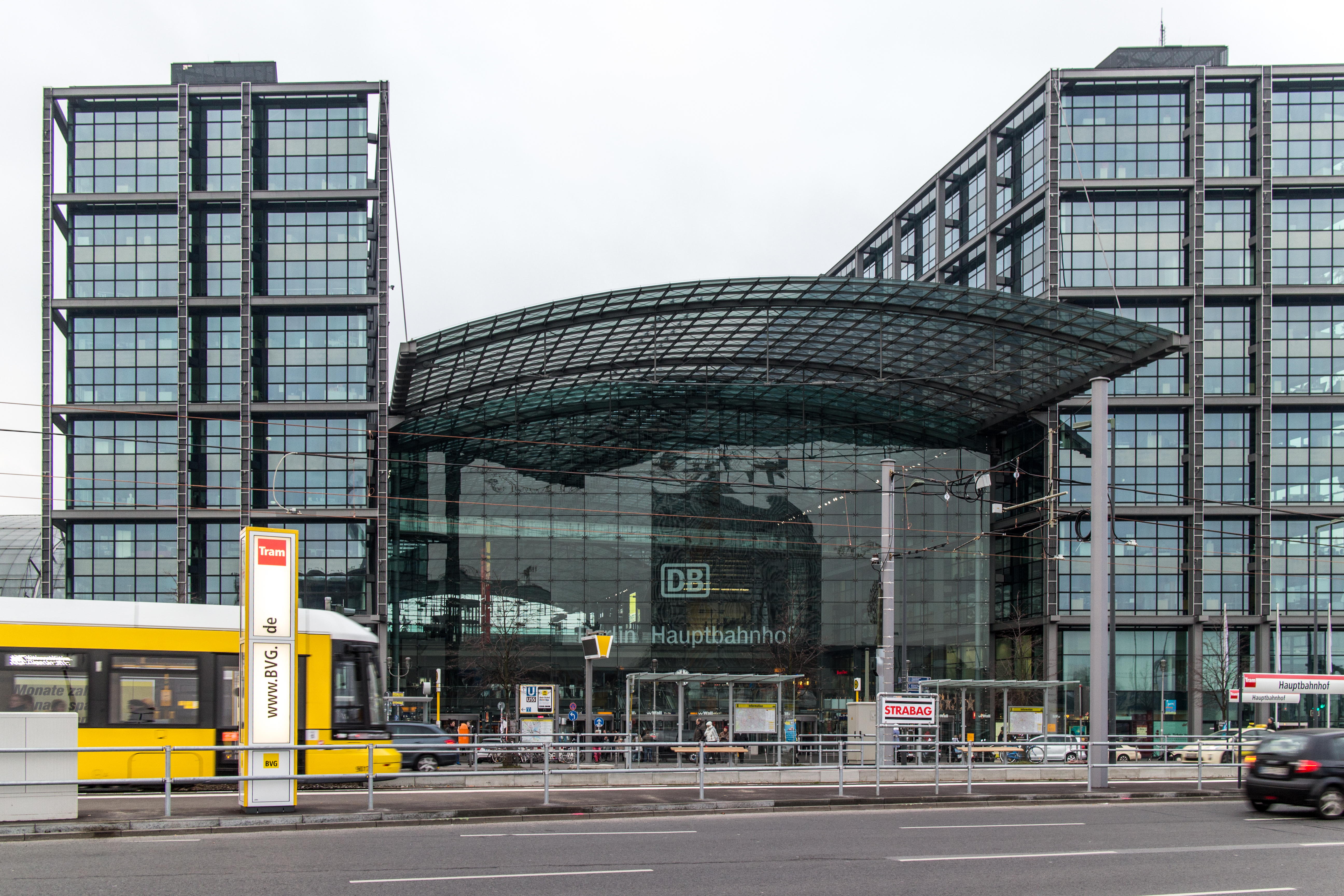
Spårvagn på linje M5 vid Berlin Hauptbahnhof

Berlins spårväg är ett av världens största och äldsta spårvagnssnät och återfinns främst i östra delen av Berlin.
Flera linjer går till Alexanderplatz och Hackescher Markt. Sammanlagt har Berlin 22 spårvägslinjer. De linjer som har ett M före siffran kallas för Metro Tram och är de mest trafikerade spårvägslinjerna och fungerar som ett komplement till tunnelbanan. M-linjerna går även dygnet runt till skillnad från övriga linjer.
I största delen av Tyskland kallas spårväg vanligen Straßenbahn, men i Berlin har Tram börjat användas av BVG i skyltningen, möjligtvis för att tydligare skilja det från S-Bahn och lättare förstås av utländska besökare. Tram, eller Trambahn, är också en sedan tidigare vanlig benämning i Sydtyskland, Österrike och Schweiz.

## Historia
Berlin fick en hästdriven spårväg 1865 då den första linjen från Brandenburger Tor till Charlottenburg startade. Det var den första hästspårvagnen i Tyskland. 16 maj 1881 öppnades världens första elektriska spårväg i Gross-Lichterfelde av Werner von Siemens. I slutet av 1800-talet elektrifierades spårvägen under ledning av Werner von Siemens och den första linjen drevs av Siemens & Halske. Elektrifieringen av existerande nät avslutades 1902. Vid denna tid kördes spårvägen av flera olika bolag, både privata och kommunala. 1929 skapades så BVG och all spårvägstrafik hamnade i ett och samma bolag.
Berlins delning 1 augusti 1949 delade även spårvägsnätet och BVG. När Berlinmuren uppfördes 1961 uppstod två skilda spårvägsnät i staden. De flesta äldre spårvagnar fanns i vagnhallar på västsidan. Spårvägen i Västberlin lades ned 1967 och istället satsade staden på att bygga ut tunnelbanenätet. I Östberlin spelade spårvägen en fortsatt roll men även här skedde nedläggningarna och borttagande av spår, bland annat när Alexanderplatz byggdes om. Däremot byggdes nätet ut när nya förorter byggdes i Marzahn, Hohenschönhausen och Hellersdorf. Från 1954 skedde underhållet av vagnarna på RAW Schöneweide.
Efter murens fall har några spårvägslinjer förlängts från östra Berlin in i västra Berlin. 1995 förlängdes spårvägen på Bornholmer Strasse västerut med nya stationer vid tunnelbanestationerna Seestrasse i Wedding och Osloer Strasse i Gesundbrunnen. Spårväg har även dragits till den nya centralstationen Berlin Hauptbahnhof.

## Linjer
| Linje  | Sträcka                                                                      |
| ------ | ---------------------------------------------------------------------------- |
| M1     | Mitte, Am Kupfergraben - Rosenthal Nord / Niederschönhausen, Schillerstrasse |
| M2     | Alexanderplatz - Heinersdorf                                                 |
| M4     | Hackescher Markt - Hohenschönhausen, Zingster Strasse / Falkenberg           |
| M5     | Berlin Hauptbahnhof - Hohenschönhausen, Zingster Strasse                     |
| M6     | Hackescher Markt - Hellersdorf, Riesaer Straße                               |
| M8     | Berlin Hauptbahnhof - Ahrensfelde                                            |
| M10    | Turmstraße - Warschauer Strasse                                              |
| 12     | Mitte, Am Kupfergraben - Weissensee, Pasedagplatz                            |
| M13    | Wedding, Virchow-Klinikum - Warschauer Strasse                               |
| 16     | Frankfurter Allee - Ahrensfelde                                              |
| M17    | Falkenberg - Adlershof                                                       |
| 18     | Hellersdorf, Riesaer Strasse - Springpfuhl                                   |
| 21     | Lichtenberg /Gudrunstrasse - Schöneweide                                     |
| 27     | Weissensee, Pasegdagplatz - Krankenhaus Köpenick                             |
| 37     | Lichtenberg /Gudrunstrasse - Schöneweide                                     |
| 50     | Französisch Buchholz, Guyotstrasse - Wedding, Virchow Klinikum               |
| 60     | Johannisthal, Haeckelstraße - Friedrichshagen, Altes Wasserwerk              |
| 61     | Schöneweide - Rahnsdorf/Waldschänke                                          |
| 62     | Wendenschloss - Mahlsdorf                                                    |
| 63     | Adlershof, Landschaftspark Johannisthal - Mahlsdorf, Rahnsdorfer Straße      |
| 67     | Schöneweide - Krankenhaus Köpenick                                           |
| 68     | Köpenick - Alt-Schmöckwitz                                                   |
| Totalt |                                                                              |

## Bilder

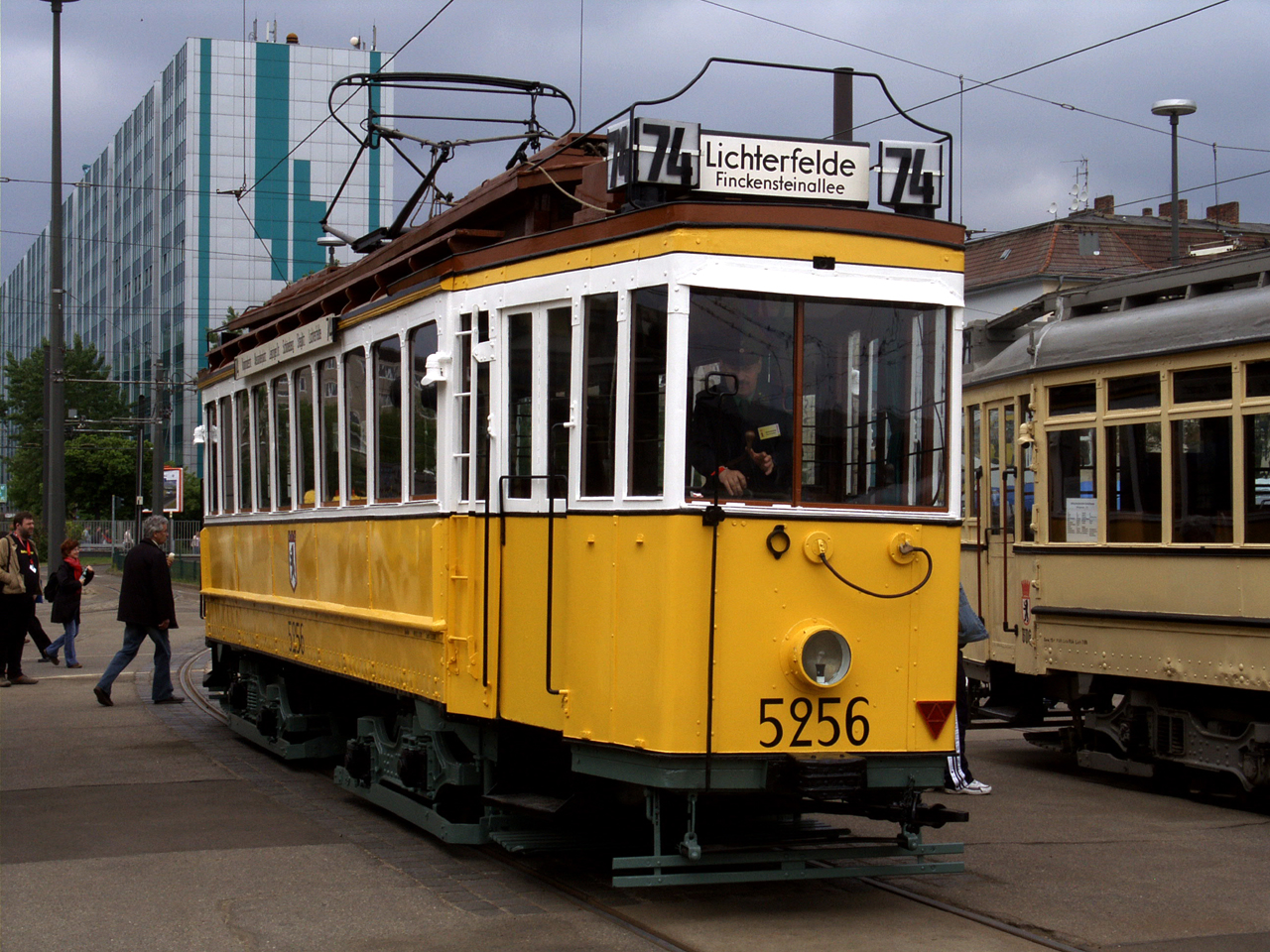
Spårvagn från 1907
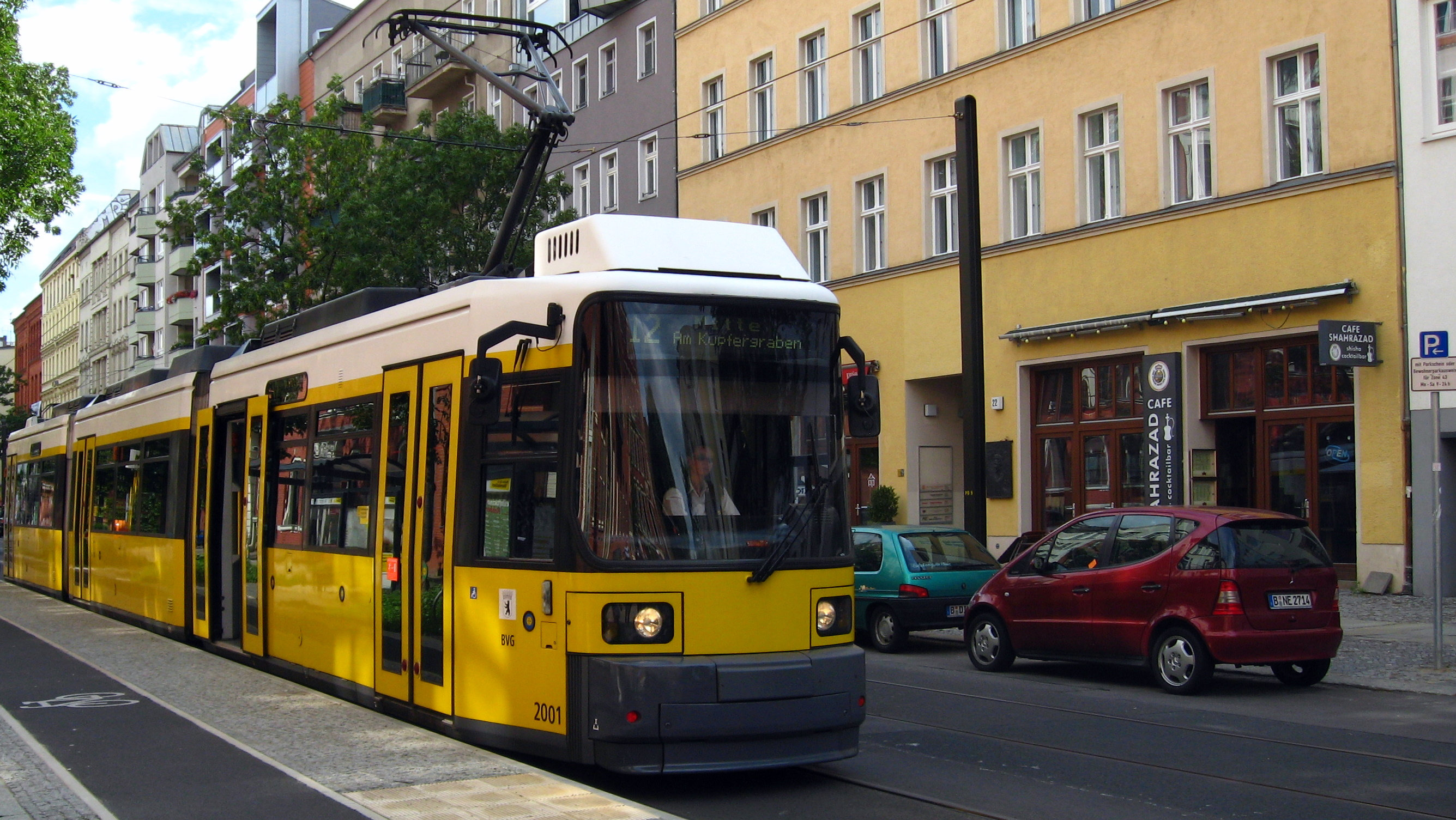
Spårvagn på Pappelallee
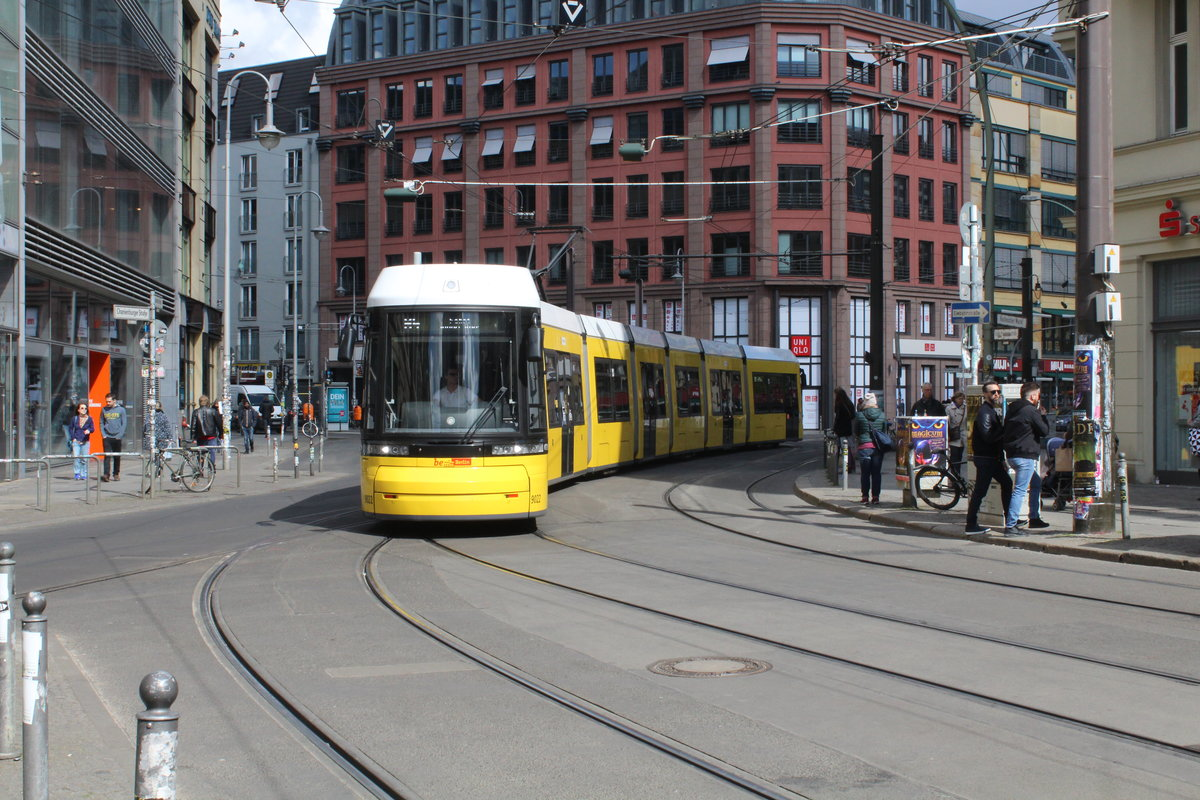
Hackescher Markt / Oranienburger Strasse
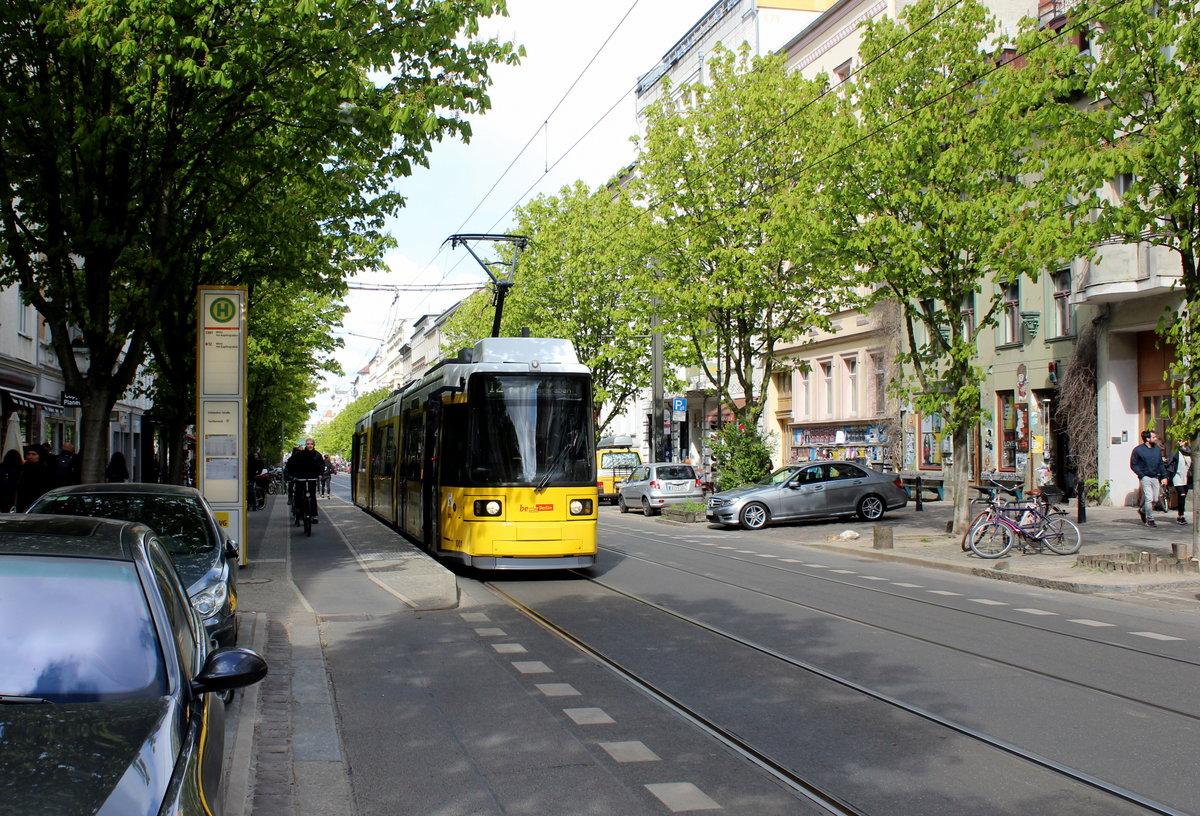
Prenzlauer Berg, hållplats Schwedter Strasse